# Vibia Sabina
Vibia Sabina (c. 86-137) fue una emperatriz del Imperio romano del siglo II, esposa y prima lejana del emperador Adriano.

## Biografía
Nació en el año 86, hija de Matidia la Mayor, sobrina del emperador Trajano y de Lucio Vibio Sabino, de rango consular. Sabina, junto con su abuela, su madre y su media hermana Matidia la Menor vivieron y fueron educadas en la casa familiar de Trajano y su esposa, Pompeya Plotina. 
Se distinguió desde joven por su refinada belleza, casándose con Adriano en el año 100 a instancias de la emperatriz consorte Pompeya Plotina y de Matidia la Mayor. El enlace reforzó las aspiraciones imperiales de Adriano, quien sucedería a Trajano a la muerte de este en 117. El matrimonio, sin embargo, no fue feliz;  no tuvieron hijos, debido a que, según se dijo, Sabina usó métodos anticonceptivos para evitar tener descendencia, pues para ella tener hijos con Adriano habría significado «dañar la raza humana». Es probable que haya quedado embarazada de su esposo al menos una vez y que se haya provocado un aborto. Sabina era de carácter fuerte e independiente y sus creencias acerca del matrimonio chocaban constantemente con el emperador. 
Al parecer, entre los años 119 y 122 aproximadamente, la emperatriz mantuvo relaciones íntimas con el historiador Suetonio, en esos momentos secretario ab epistulis del emperador, lo que motivó, al llegar estos amoríos al conocimiento de Adriano, la caída en desgracia y consecuente expulsión de la corte imperial del historiador oficial, junto con el prefecto del pretorio Cayo Septicio Claro alrededor del año 122.
En 128 se le concedió el título de Augusta. Murió en 137, antes que su marido. Se desconoce el motivo de su muerte. Hay rumores de que fue envenenada por Adriano, el cual lo habría ordenado para evitarle el placer de sobrevivirlo, pero no hay pruebas de que haya sido así.